# موريل كاسالز
موريل كاسالز (بالكتالونية: Muriel Casals Couturier)‏ (و. 1945 – 2016 م) هي عالمة اقتصاد، وأستاذة جامعية، وسياسية، وناشِطة من فرنسا، ولدت في أفينيون . تولت منصب عضو البرلمان الكاتالوني (26 أكتوبر 2015–14 فبراير 2016) .
توفيت في برشلونة بسبب حادث مروري .

## التعليم
تعلمت في جامعة برشلونة، وAutonomous University of Barcelona

## مناصب وهيئات
أدارت Autonomous University of Barcelona.

## جوائز
حصلت على جوائز منها:
- Gold Medal of the Generalitat of Catalonia (2016).

| المناصب السياسية | المناصب السياسية                    | المناصب السياسية |
| ---------------- | ----------------------------------- | ---------------- |
| سبقه             | عضو البرلمان الكاتالوني 2015 - 2016 | تبعه             |

## روابط خارجية
- موريل كاسالز على موقع IMDb (الإنجليزية)